# يوسف إبراهيم (لاعب كرة قدم)
يوسف إبراهيم (بالإنجليزية: Yusuf Ibrahim)‏ (10 يونيو 1986 بلاغوس في نيجيريا - ) هو لاعب كرة قدم نيجيري في مركز الوسط. لعب مع نادي طيران الهند.